# جسم و شیطان
جسم و شیطان (به انگلیسی: Flesh and the Devil) نام فیلمی از کلارنس براون، محصول سال ۱۹۲۷ میلادی به تهیه کنندگی شرکت فیلمسازی مترو گلدوین مایر است. فیلم سیاه و سفید و صامت است و از نظر منتقدان از بهترین فیلم‌های تاریخ سینمای صامت محسوب می‌شود. عاشقانهٔ ۱۱۲ دقیقه‌ای کلارنس براون، ۳۲۷ هزار دلار برای MGM خرج برداشت و در آمریکا ۶۰۳ هزار دلار و در سایر نقاط جهان، ۶۵۸ هزار دلار فروخت.

## عوامل فیلم
| عوامل             | نام                                                 |
| ----------------- | --------------------------------------------------- |
| کارگردان          | کلارنس براون                                        |
| فیلمنامه‌نویس      | بنیامین گلیزر براساس رمانی نوشتهٔ هرمان زودرمان      |
| بازیگران          | گرتا گاربو - جان گیلبرت - لارس هانسون - باربارا کنت |
| فیلمبردار         | ویلیام اچ. دانیلز                                   |
| تدوین             | لوید نوسلر                                          |
| طراحی صحنه و دکور | سدریک گیبونز                                        |
| موسیقی            | کارل دیویس                                          |
| طراحی لباس        | آندره آنی                                           |

## داستان فیلم
لئو (با بازی جان گیلبرت) و اولریک (با بازی لارس هانسون)، دو دانشجوی آکادمی نظامی هستند که برای تعطیلات به اتریش بازمی‌گردند و در ایستگاه قطار با زنی زیبارو به نام فلیسیتاس (با بازی گرتا گاربو) آشنا می‌شوند. فلیسیتاس، شوهر دارد و هنگامی که رابطهٔ او با لئو بر ملا می‌شود، طی یک دوئل مرگبار، لئو، شوهر فلیسیتاس را از پای درمی‌آورد. مقامات ارتش که از این موضوع با خبر می‌شوند به قصد تنبیه لئو، او را به آفریقا اعزام می‌کنند. لئو، در هنگام رفتن به آفریقا، فلیسیتاس را به بهترین دوستش یعنی اولریک می‌سپارد ولی در ادامهٔ ناکامی‌های زندگیش وقتی به موطنش بازمی‌گردد می‌بیند که اولریک با فلیسیتاس ازدواج کرده‌است. اینجاست که دوئلی دیگر، اینبار بین دو دوست قدیمی یعنی لئو و اولریک بر سر تملک فلیسیتاس شکل می‌گیرد…

## توضیحات فیلم
فیلمی بزرگ از کلارنس براون، کارگردانی که اولین بار با این فیلم با MGM همکاری کرد. براون ۷ بار کارگردان فیلم‌های گاربو بود که جسم و شیطان، اولین همکاری آن‌ها محسوب می‌شود. این فیلم، سرشار از نخستین هاست. اولین همکاری گرتا گاربو با جان گیلبرت، زوج رؤیایی هالیوود در دههٔ ۲۰، این فیلم می‌باشد. گوشت و شیطان، عاشقانه‌ای به یاد ماندنی است که در آن هوس و عشق چنان در هم آمیخته‌اند که گاهی مرز آن مشخص نیست.